# O segredo da imagem perfeita
O segredo da imagem perfeita (em hebraico:  סוד התמונה המושלמת) foi uma série de televisão de dois capítulos, que foi veiculada no Canal 13 [en] de Israel em janeiro de 2023, no programa de pesquisa A fonte [he] com Raviv Drucker [en]. A série foi feita por Anat Goren [he], esposa de Drucker, e mostrou a história de Hila Tzur (nome jovem Hila Gal). Hila é a filha mais nova da família de Yaakov Gal, um sobrevivente do Holocausto, piloto israelense e comandante do esquadrão 113 [he] em Hatzor [en] durante a guerra do Yom Kippur. Yaakov era casado com Amalia e eles tiveram quatro filhos: Nirit (12 anos mais velho que Hila), Ofer (10 anos mais velho), Amit (4 anos mais velho) e Hila. Sem o conhecimento de seus pais, Ofer tem estuprado Hila todas as semanas por 15 anos e meio, desde que ela tinha 4 anos e ele 14. Ofer também foi piloto da Força Aérea Israelense e, mais tarde, médico. A família de Hila pediu ao tribunal que expedisse processo cautelar contra a série, mas o tribunal recusou o pedido e permitiu a transmissão.

## História

Hila Tzur tells Anat Goren:
פחדתי לנשום, פחדתי שהוא יהרוג אותי
(Eu tinha medo de respirar, tinha medo que ele me matasse), 12 de janeiro de 2023.

Quando Hila tinha quatro anos, sua mãe percebeu que seu macacão estava aberto e perguntou por que estava aberto. Hila respondeu que foi ao banheiro e não conseguiu fechá-lo, mas não era isso. Doeu e ardeu. Hila não entendia o que era, mas sabia que era doloroso e proibido. Ela estava assustada de Ofer até a morte. Ele era o algoz de sua vida. Ela não gritou porque ele parecia um animal e ela pensou que ele a mataria. Ninguém acordou e ninguém a salvou. Muitos anos depois, em um processo de mediação judicial, ele disse a ela que achava que ela estava dormindo e que não sabia que isso a machucava.
Hila foi dormir no quarto dos pais, no tapete, perto de sua mãe, mas eles disseram para ela voltar para o quarto. Quando Ofer estava fora de casa e todos adormeceram, Hila levou seu colchão para o corredor e ficou acordada lá, para escapar se ela ouvisse Ofer, mas ele a pegou quando ela adormeceu. Hila pediu à mãe que trancasse todas as portas, mas não adiantou. Ofer continuou a entrar no quarto dela. Hila entendeu que sua mãe havia aberto a porta para Ofer, mas não perguntou a ela sobre isso. Hila chamou: "Ocultações e mentiras". Hila sabia que era segredo e é proibido falar sobre isso, aconteça o que acontecer. Se tal coisa, que acontece duas vezes por semana, for conhecida, tudo desmoronará. Ela também sabia que, se contasse, não terminaria, porque Ofer ficaria em casa. A família escolheria sua visibilidade, não Hila.
Hila teve um namorado quando tinha 14 anos e meio e ele sabia de tudo. Depois, ela foi com os pais para uma missão na África do Sul, mas sentia-se solitária lá. Ela conversou com o namorado e ele convenceu os pais dele a deixar Hila morar com ele na mesma casa. Quando Hila chegou a Israel, Ofer a recolheu e disse que conversou com seus pais e ela iria morar com ele, pois uma menina de 16 anos não poderia morar com o namorado. Hila voltou a viver sob as garras de Ofer e chorou muito. Ela estava trancando a porta e saiu pela janela. Ofer tinha uma namorada e disse a ela que Hila trancou a porta. Ele ligou para os pais, disse-lhes isso, o pai de Hila ligou para ela, proibiu-a de trancar a porta e a chave foi tirada dela. Então Hila ficou grávida. Ofer disse a ela para dizer que seu namorado era o pai. Quando Hila acordou do aborto, Ofer e sua namorada a pegaram. Seus pais não compareceram ao aborto. Quando Hila tinha 17 anos, ela teve um novo namorado, Oren, e depois de várias semanas ela foi morar com ele, porque ele morava sozinho. Certa manhã, Hila veio visitar seus pais, mas eles não estavam em casa. Ela adormeceu no sofá e Ofer voltou, embora ele não morasse em casa por anos. Foi a única vez que aconteceu à luz do dia. Depois disso, Hila decidiu que era o último estupro e preferiu morrer. Quando ela tinha 19 anos, Ofer voltou ao quarto onde ela dormia, mas ela gritou: "Não!" e ele fugiu. Aí acabou, porque Hila aprendeu a se proteger.
Quando Hila tinha 20 anos, ela contou para seus pais. O pai dela ficou muito zangado e quis ir buscar a pistola. Hila pediu para ele não pegar a pistola. Então seu pai disse que Hila não poderia reclamar na polícia, porque sua mãe iria enlouquecer ou cometer suicídio se houvesse um julgamento. A família fez um acordo com Hila: Ofer ficaria fora da família, e Hila não reclamaria.
Depois Hila se casou e foi com o marido para os Estados Unidos. Quando estavam em Nova Iorque, a família participou do casamento de Ofer com Tami, que também era médica. Quando Hila voltou de Nova York, ela compareceu a uma reunião familiar sem Ofer, mas ouviu o filho de Nirit falando sobre Ofer. Hila não procurou a ajuda da lei, porque o estatuto de prescrição se aplicava.
A família manteve contato com Ofer. Os pais escreveram seu nome como "Itay" em seus telefones, para escondê-lo de Hila. Houve negociações com Hila, e Ofer sugeriu um dia de toque de recolher em uma semana, mas Hila não concordou. Ela exigiu que Ofer deixasse completamente a família e a cidade. No final, Hila conheceu Ofer quando ele saiu de seu local de trabalho em Ramla e o confrontou. Desta vez, Ofer foi embora.

### Reações
Ofer Gal disse: "Este é um conflito familiar de mais de 30 anos que foi arquitetado de forma tendenciosa, manipuladora e falsa. A transmissão do artigo só ocorre depois que demandas financeiras draconianas de milhões de shekels não foram atendidas. Não pretendo administrar o conflito por meio da mídia."
Amit Gal disse: "Infelizmente, o artigo distorce a realidade e está cheio de inverdades para desacreditar nossa família e nosso falecido pai que não pode comentar. Ao mesmo tempo, optamos por não fazer comentários além disso para preservar a dignidade de Hila."
Tzufit Grant [en], uma personalidade da mídia e atriz veterana, disse: "Aos 20 anos, Hila conta para a família, o irmão pedófilo confessa e a partir desse momento começa o filme de terror. Ela é obrigada a se esconder do mundo para que o gênio possa seguir em frente em sua vida em troca da família ao menos escolhê-la e denunciá-lo. Ao longo dos anos a família esconde a verdade e leva uma vida dupla e falsa, mas o fim de um segredo é revelado, e quando Hila descobre a verdade ela despenca, e com razão." Grant escreveu no Instagram que ela estava tremendo por duas horas.
Zehava Gal-On [es], líder do Meretz, escreveu no jornal Haaretz: "Abolir o estatuto de prescrição para crimes sexuais".
A Apresentador de televisão Geula Even [en], esposa de Gideon Sa'ar [en], disse a Hila: "Estou animado para vê-lo cara a cara. Devorei avidamente suas palavras e eu te saúdo pela grande coragem de vir falar sobre isso abertamente e com cara de franqueza diante da câmera."
Um vizinho de Ofer Gal manifestou-se em frente à sua casa, exigindo que ele deixasse a cidade e deixasse Hila viver tranquilamente.
Em 1º de março de 2023, o Knesset aprovou a leitura preliminar do projeto de lei para abolir o estatuto de limitações para crimes sexuais contra menores.

## Família
Hila é casada com Yitzhak (Yitzhaky) Tzur. Yitzhaky é um Diretor executivo de uma empresa que fornece serviços de comunicação e transmissão de televisão. Eles têm quatro filhos, dois deles são gêmeos.